# Ермаков, Андрей Павлович
Андре́й Па́влович Ермако́в (1904—1939) — капитан Рабоче-крестьянской Красной Армии, Герой Советского Союза (1939).

## Биография
Андрей Ермаков родился 14 октября 1904 года в селе Успенское (ныне — Мокшанский район Пензенской области). После окончания четырёх классов сельской школы работал в отцовском хозяйстве. В 1926 году Ермаков был призван на службу в Рабоче-крестьянскую Красную Армию. Окончил полковую школу, в 1930 году — Иркутские командные пехотные курсы. Служил на различных должностях в стрелковых частях. К маю 1939 года капитан Андрей Ермаков командовал 2-м батальоном 149-го мотострелкового полка 36-й мотострелковой дивизии 1-й армейской группы. Отличился во время боёв на реке Халхин-Гол.
Батальон Ермакова принимал участие в боевых действиях против японских войск с 11 мая 1939 года. Он отразил несколько японских контратак, сам неоднократно переходил в контратаки, нанеся противнику серьёзный урон в боевой технике и живой силе. Ермаков погиб в бою 23 августа 1939 года, похоронен на месте боёв.
Указом Президиума Верховного Совета СССР от 17 ноября 1939 года за «умелое и мужественное командование батальоном и героизм, проявленный в майских боях» капитан Андрей Ермаков посмертно был удостоен высокого звания Героя Советского Союза. Также был награждён орденом Ленина.